# Dyrżawno pyrwenstwo w piłce nożnej (1941)
Dyrżawno pyrwenstwo w piłce nożnej (1941) było 17. edycją najwyższej piłkarskiej klasy rozgrywkowej w Bułgarii. W rozgrywkach brało udział 12 zespołów. Tytułu nie obroniła drużyna ŻSK Sofia. Nowym mistrzem Bułgarii został zespół Sławia Sofia.

## 1. runda
- FK 13 Sofia – Władysław Warna 3 – 0(walkower), 3 – 0(walkower)
- Car Krum Biala Slatina – Petar Parczewicz Płowdiw 6 – 1, 1 – 0
- Lewski Płowdiw – Hadżi Slawczew Pawlikeni 4 – 1, 0 – 1
- Napredak Ruse – ŻSK Sofia 1 – 3, 2 – 1
- Ticza Warna – Sławia Sofia 1 – 2, 0 – 0
- Makedonija Skopje – SK Płowdiw 2 – 1, 0 – 3(walkower)

## Ćwierćfinały
- Sławia Sofia – FK 13 Sofia 0 – 0, 4 – 1
- Car Krum Biala Slatina – Lewski Płowdiw 0 – 0, 2 – 2, 1 – 1, 2 – 3(po dogr.)
- SK Płowdiw – ŻSK Sofia 0 – 2, 0 – 1

## Półfinały
- Lewski Płowdiw – Sławia Sofia 0 – 3, 0 – 2

## Finał
- Sławia Sofia – ŻSK Sofia 0 – 0, 2 – 1

Zespół Sławia Sofia został mistrzem Bułgarii.